# J A B I
J A B I is een bestuurslaag in het regentschap Rejang Lebong van de provincie Bengkulu, Indonesië. J A B I telt 1005 inwoners (volkstelling 2010).